# 1393
1393 (MCCCXCIII) fue un año común comenzado en miércoles del calendario juliano, en vigor en aquella fecha.

## Acontecimientos
- Abril: Tamerlán derrota a los mozaffaríes y conquista Fars.
- Agosto: Tamerlán derrota al sultán Ahmad Yalayer y se apodera de Bagdad.
- El Emir Bayaceto del Imperio Otomano conquista y somete Bulgaria.

## Fallecimientos
- 12 de junio - Juan I de La Marche, noble francés